# Am Balg
Am Balg är öar i Storbritannien. Den ligger i kommunen Highland och riksdelen Skottland, i den norra delen av landet, 800 km norr om huvudstaden London.